# Bedřichovka (přírodní rezervace)
Bedřichovka je přírodní rezervace u části Bedřichovka obce Orlické Záhoří v okrese Rychnov nad Kněžnou. Oblast spravuje AOPK ČR – regionální pracoviště Východní Čechy. Rezervace je rozdělena do dvou částí, z nichž východní leží u hranice s Polskem.

## Předmět ochrany
Důvodem ochrany je zachovat polokulturní částečně podmáčené louky, který byly v 70. letech vyňaty z velkoplošných meliorací jako zachovalá ukázka polokulturní květnaté horské louky. V rezervaci byly zjištěny tyto chráněné a ohrožené druhy: prstnatec májový (Dactylorhiza majalis), prvosenka vyšší (Primula elatior), upolín evropský (Trollius europaeus), kozlík dvoudomý (Valeriana dioica), růže alpská (Rosa pendulina), bledule jarní (Leucojum vernum). Zoologicky je rezervace zajímavá výskytem 67 druhů ptáků: např.: krahujec obecný (Accipiter nisus), jestřáb lesní (Astur gentilis), čáp černý (Ciconia nigra), moták pilich (Circus cyaneus), hýl rudý (Carpodacus erythrinus), chřástal polní (Crex crex). Ze savců se vyskytuje silně ohrožený rejsek horský (Sorex alpinus), z obojživelníků čolek horský (Ichthyosaura alpestris) a obecný (Lissotriton vulgaris), skokan hnědý (Rana temporaria) a ostronosý (Rana arvalis), ropucha obecná (Bufo bufo), z plazů užovka obojková (Natrix natrix) a zmije obecná (Vipera berus).

## Fotogalerie

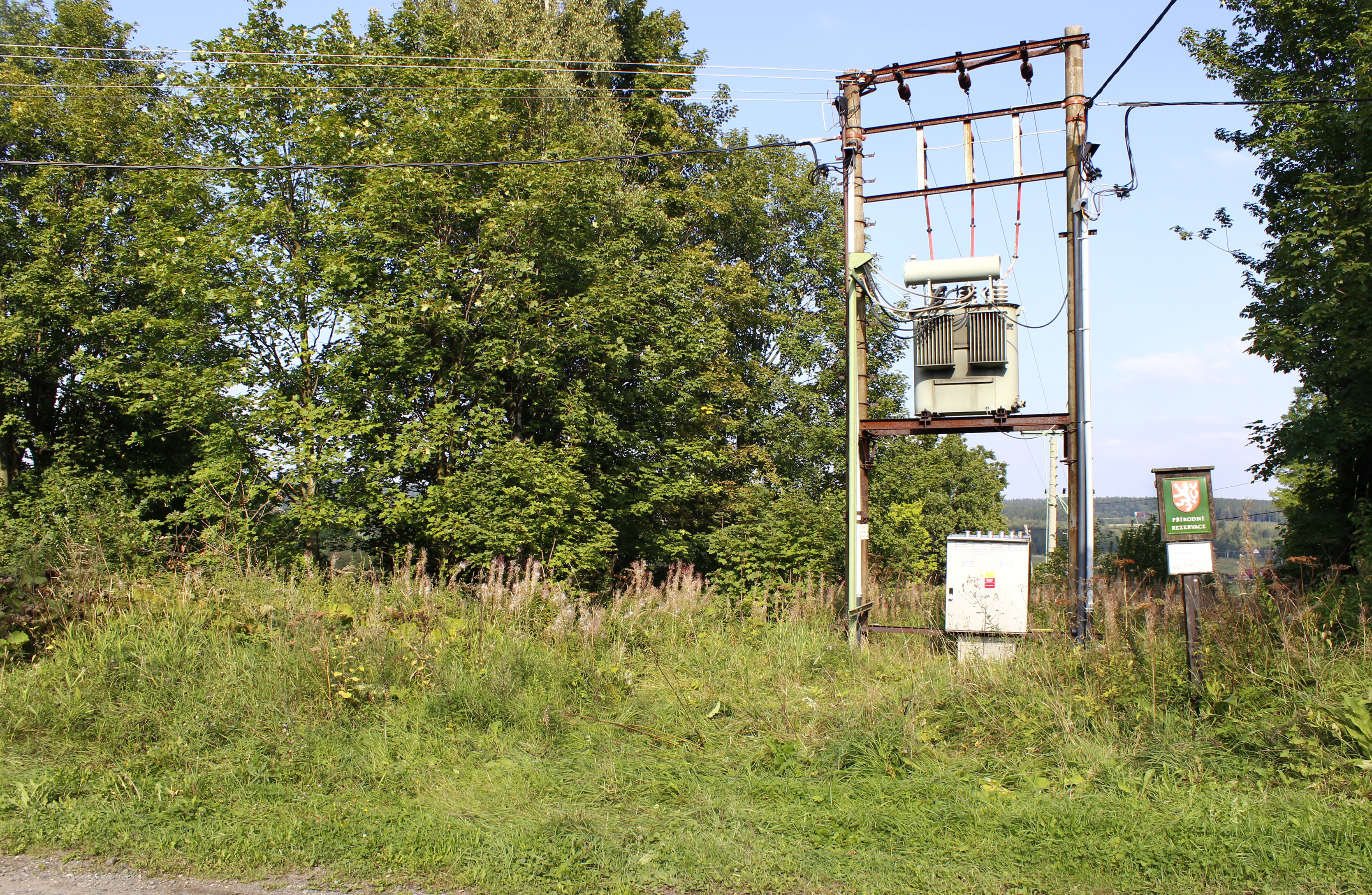
Severní část u transformátoru
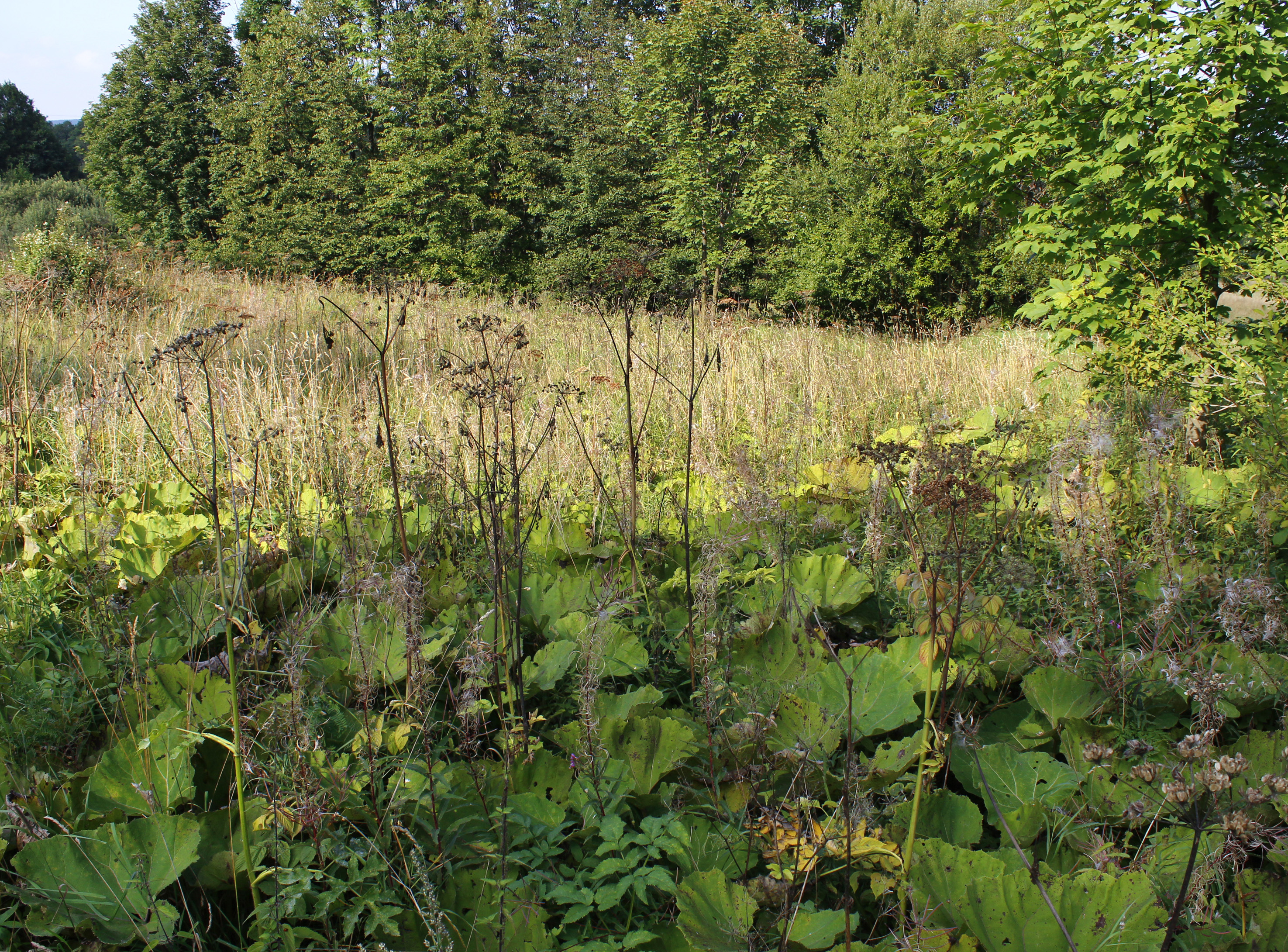
Detailní pohled
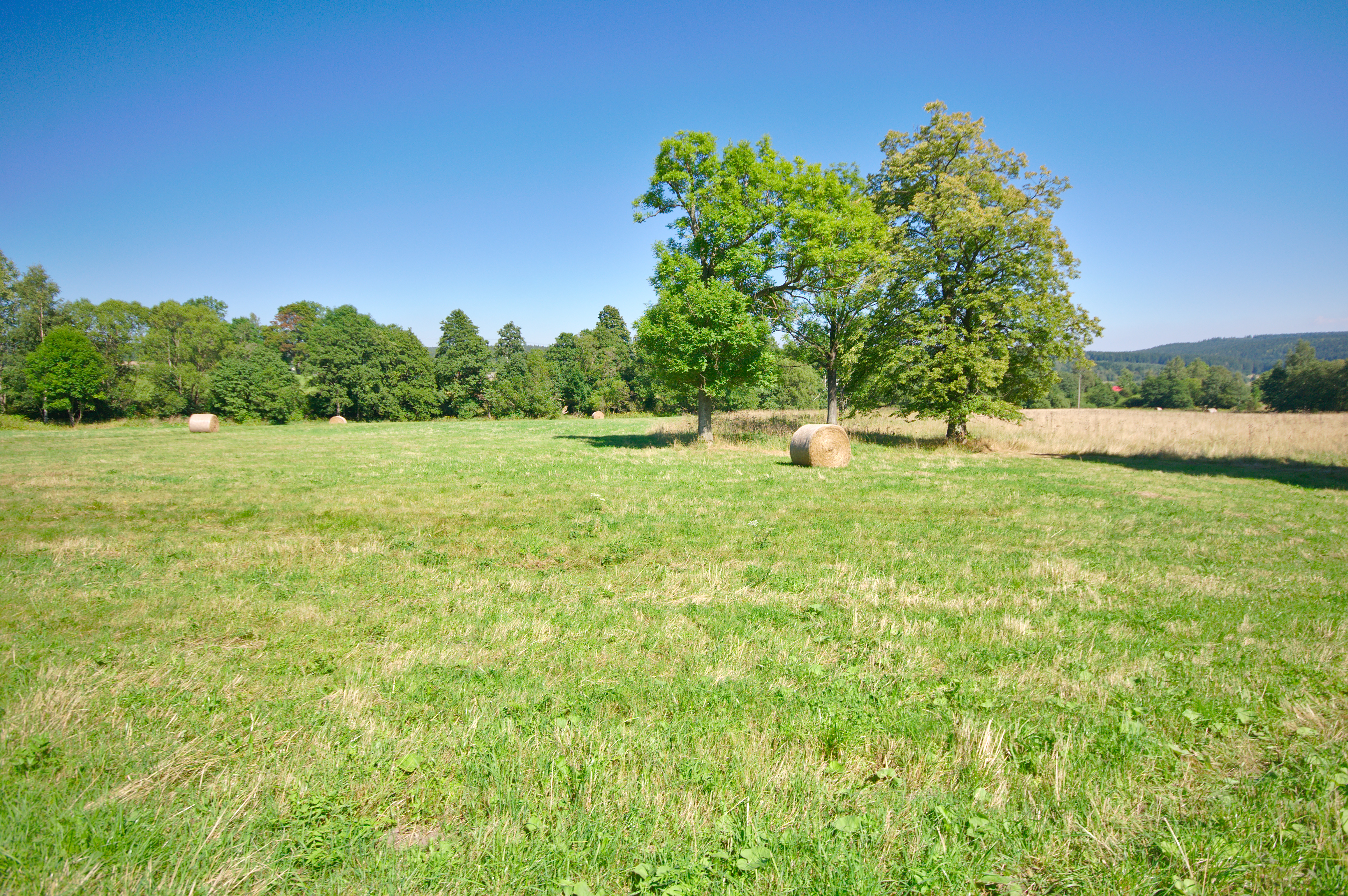
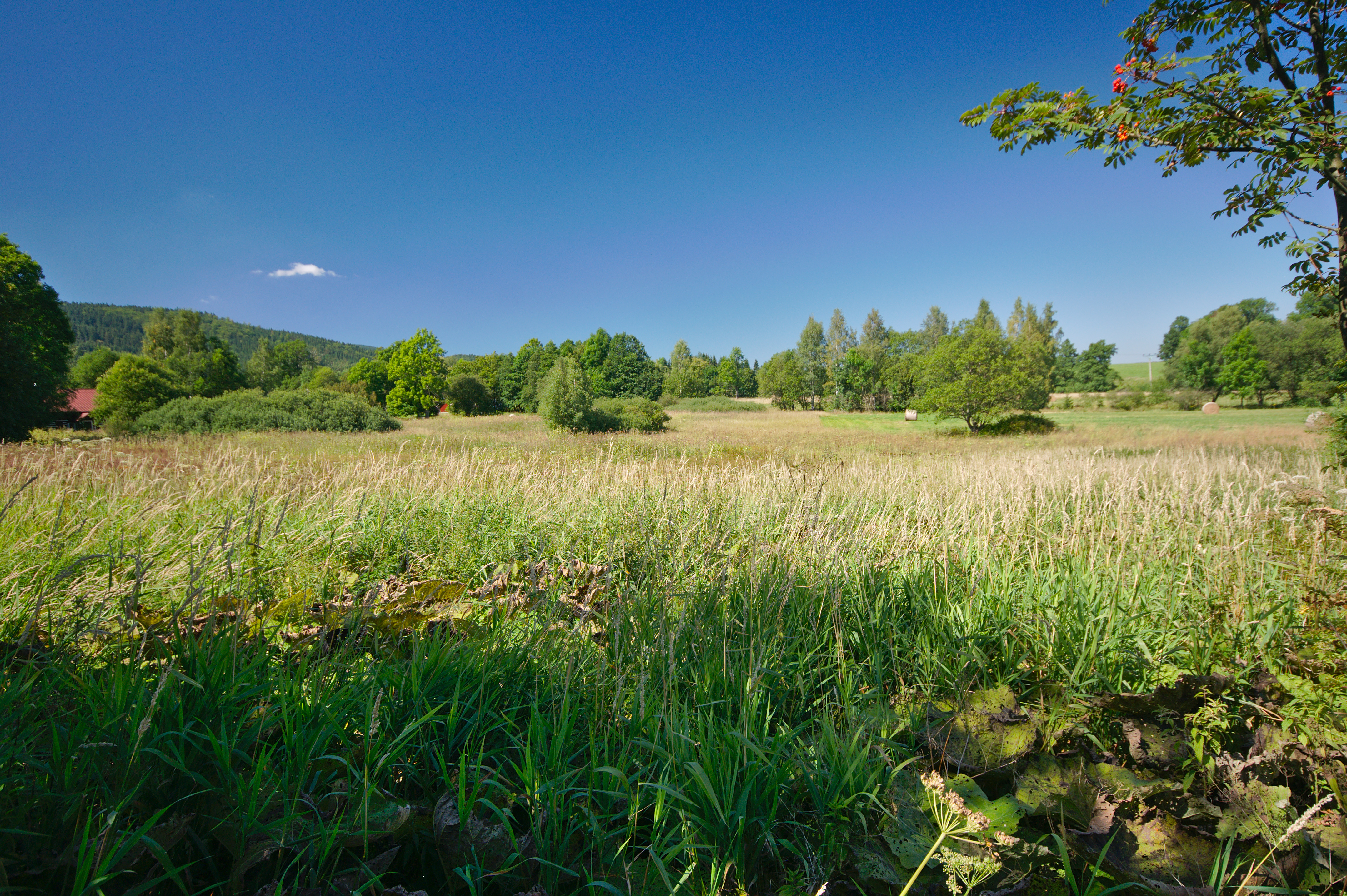
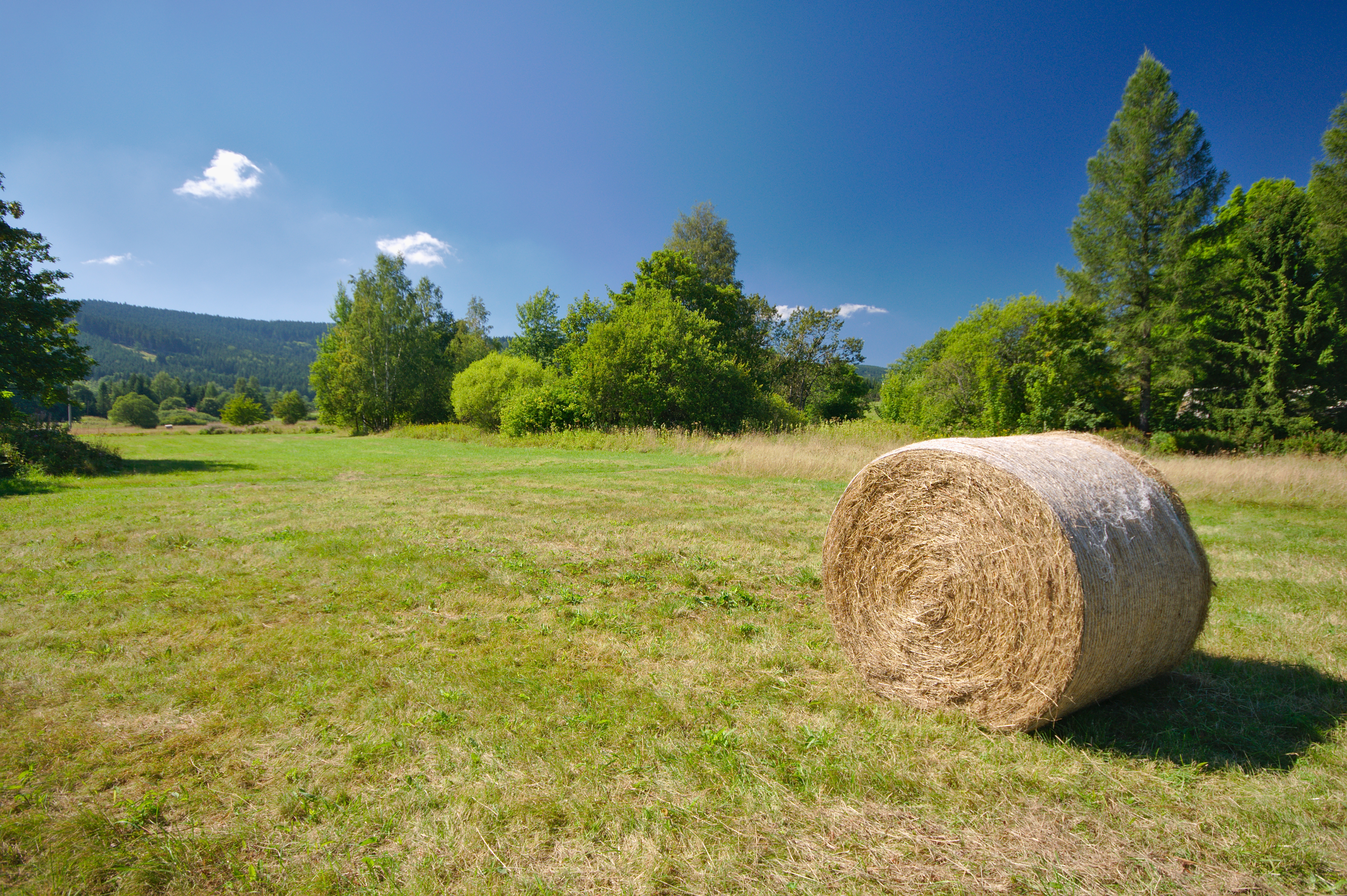
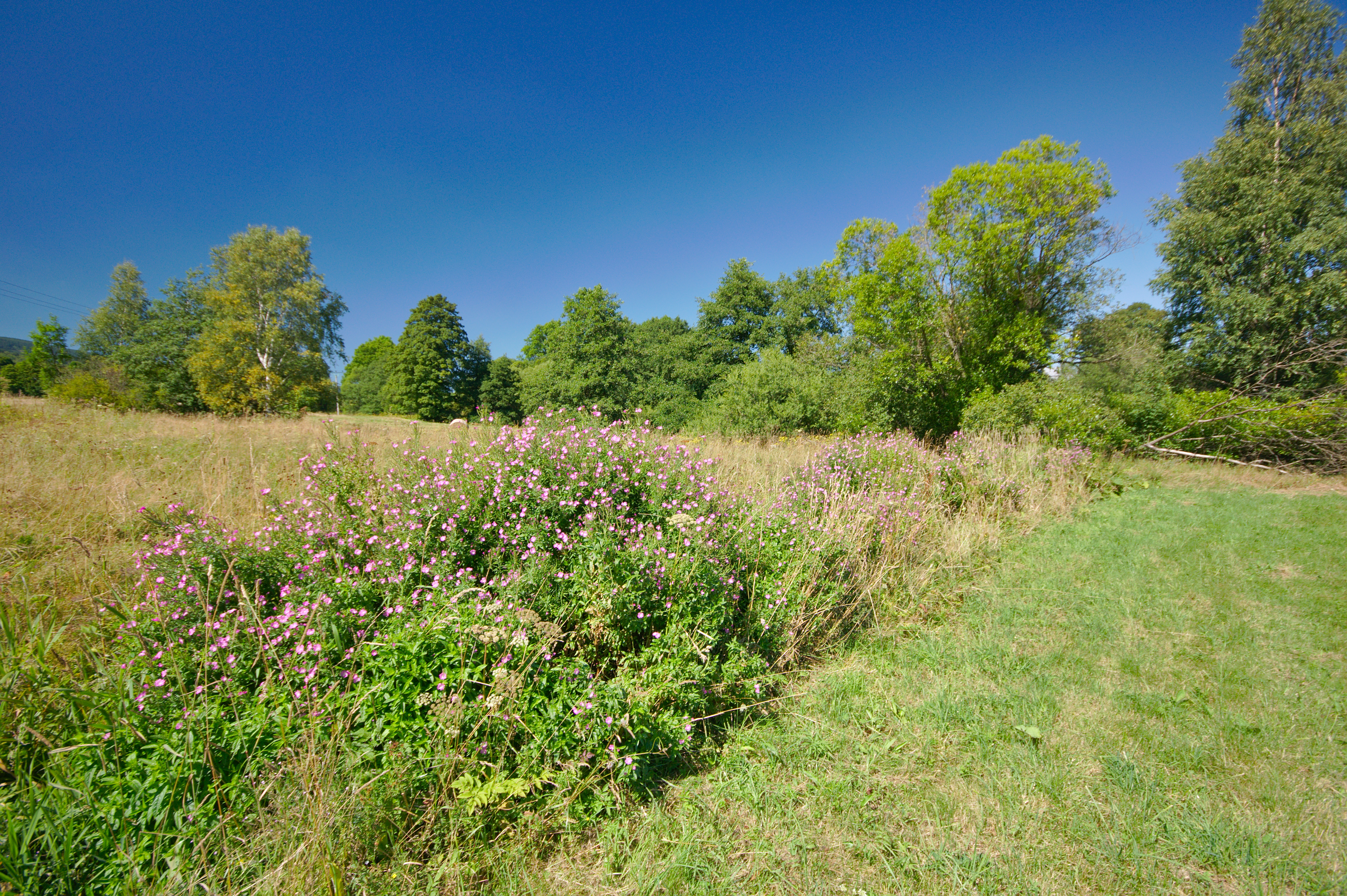